# Hans Rydberg
Hans Gustav Rydberg, född 13 november 1910 i Tingsås församling, Kronobergs län, död 2 april 1980 i Västra Skrävlinge församling, dåvarande Malmöhus län, var en svensk skolledare. 
Rydberg blev filosofie kandidat 1934, politices magister 1937, var e.o. lärare vid Mora folkhögskola 1935–38, direktörsassistent vid statens alkoholistanstalt på Venngarn 1939, ordinarie ämneslärare vid Marieborgs folkhögskola 1940–45 och rektor vid Östra Grevie folkhögskola 1945–60. Han var verksam inom nykterhets- och folkbildningsorganisationer.
Han var gift från 1938 till sin död med Siri Brandt (1908–1995).